# دوايت توماس
دوايت توماس (بالإنجليزية: Dwight Thomas) مواليد 23 سبتمبر 1980، هو عداء جامايكي متخصص في سباق 100 متر. مثل بلاده في الأولمبياد وحصل على الميدالية الذهبية. فاز بالميدالية الذهبية في بطولة العالم لألعاب القوى.

## الميداليات
| الميدالية | المسابقة                                                 |
| --------- | -------------------------------------------------------- |
| ذهبية     | الألعاب الأولمبية الصيفية 2008                           |
| ذهبية     | بطولة العالم لألعاب القوى 2009                           |
| برونزية   | دورة الألعاب الأمريكية 1999                              |
| ذهبية     | بطولة أمريكا الوسطى والكاريبي لألعاب القوى للناشئين 1998 |
| ذهبية     | بطولة أمريكا الوسطى والكاريبي لألعاب القوى للناشئين 1998 |
| ذهبية     | بطولة أمريكا الوسطى والكاريبي لألعاب القوى للناشئين 1994 |
| فضية      | بطولة أمريكا الوسطى والكاريبي لألعاب القوى للناشئين 1996 |

## روابط خارجية
- دوايت توماس على موقع الاتحاد الدولي لألعاب القوى (الإنجليزية)
- دوايت توماس على موقع الدوري الماسي (الإنجليزية)
- دوايت توماس على موقع اللجنة الأولمبية الدولية (الإنجليزية)
- دوايت توماس على موقع أوليمبيديا (الإنجليزية)
- دوايت توماس على موقع اتحاد ألعاب الكومنولث (مؤرشف) (الإنجليزية)